# Cá nạng hải rạn san hô
Cá nạng hải rạn san hô (Manta alfredi) là một loài cá đuối trong họ Mobulidae, những loài cá đuối lớn nhất trên thế giới. Trong số các loài nói chung được công nhận, nó là loài cá đuối lớn thứ hai, chỉ có vượt qua bởi cá nạng hải (một loài hiện đang được công nhận từ vùng Caribbe dường như lớn hơn so với cá nạng hải rạn san hô)
Cá nạng hải rạn san hô thường có chiều rông hình đĩa 3-3,5 m (9,8-11,48 ft) với kích thước tối đa khoảng 5,5 mét (18 ft). Cá nạng hải rạn san hô được tìm thấy rộng rãi trong vùng nhiệt đới và cận nhiệt đới Ấn Độ-Thái Bình Dương, nhưng có rất ít hồ sơ từ vùng nhiệt đới Đông Đại Tây Dương, và không từ Tây Đại Tây Dương hoặc Đông Thái Bình Dương. So với cá nạng hải, chúng có xu hướng được tìm thấy trong môi trường sống nông, ven biển hơn.

## Hình ảnh

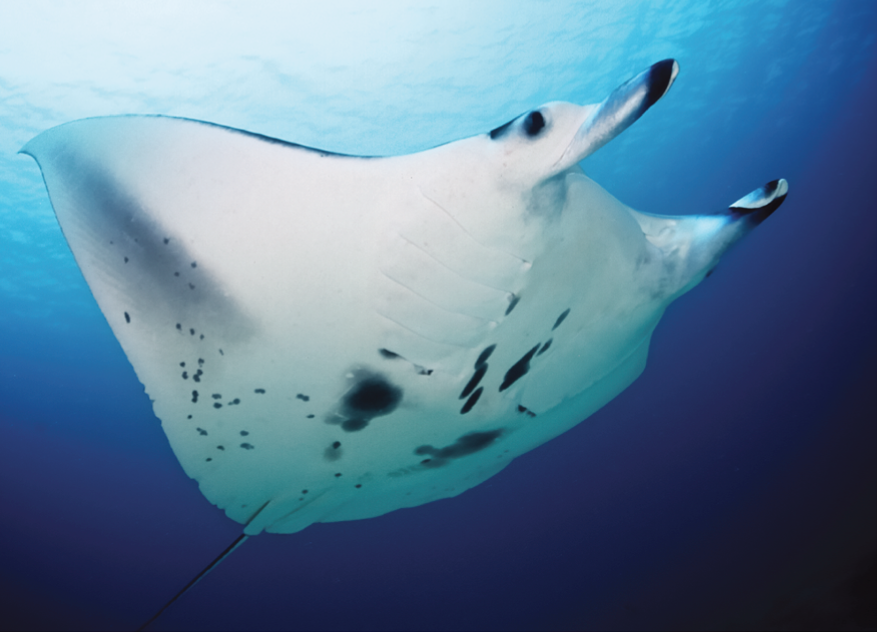
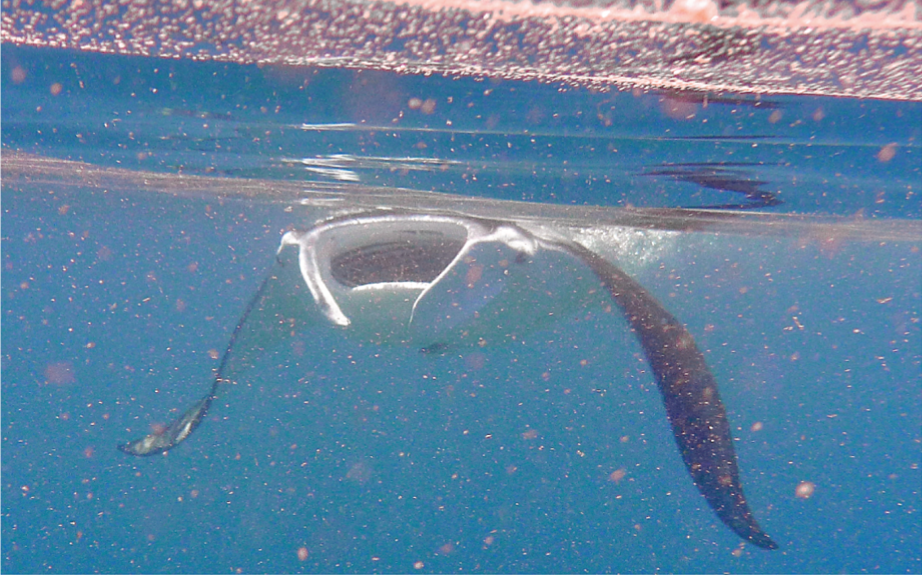
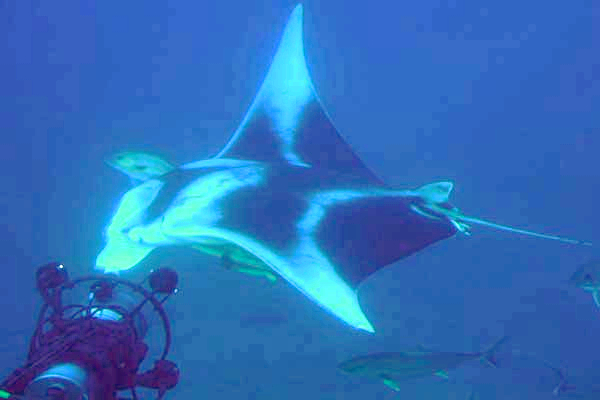

- Tập tin:Manta alfredi at a 'cleaning station' - journal.pone.0046170.g002B.png